# TV Gültstein
Der TV Gültstein ist ein Sportverein aus dem zum württembergischen Herrenberg gehörenden Gültstein. Der Verein hat rund 950 Mitglieder in den Abteilungen Turnen, Fußball, Tennis, Volleyball und Wandern. Bekannt wurde der TV Gültstein durch seine Fußballer, die in den 1960er und 1970er Jahren mehrere Jahre in der drittklassigen 1. Amateurliga Nordwürttemberg spielten, und in der Saison 1974/75 am DFB-Pokal teilnahmen.

## Geschichte

Altes Logo

Der Verein wurde im April 1926 gegründet. Mit der Meisterschaft in der 2. Amateurliga, Staffel 6, feierten die Fußballer des TV Gültstein in der Saison 1964/65 ihren ersten großen Erfolg. In der darauf folgenden Aufstiegsrunde zur 1. Amateurliga setzte man sich gegen Normannia Gmünd, die TSG Backnang und die Sportvg Feuerbach durch. Der Abstieg aus der höchsten Amateurklasse erfolgte jedoch bereits nach der ersten Saison.
Nachdem sich der TV Gültstein in den nächsten Jahren stets in der Spitzengruppe der 2. Amateurliga befand, gelang 1970 mit dem 2:1-Sieg im Entscheidungsspiel um die Meisterschaft in der 2. Amateurliga gegen den FV Zuffenhausen (28. Mai 1970 in Böblingen) der Wiederaufstieg in die 1. Amateurliga Nordwürttemberg.
Der Höhepunkt folgte 1973, als man sich als WFV-Pokalsieger für die Teilnahme am DFB-Pokal qualifizierte. In der ersten Hauptrunde wurde dem TV Gültstein die damalige Spitzenmannschaft von Borussia Mönchengladbach um Berti Vogts, Rainer Bonhof und Jupp Heynckes zugelost. Vor 7.000 Zuschauern im überfüllten Gültsteiner Ammerstadion gewannen die Borussen das Spiel mit 5:0.
In der Folgezeit verschwand der TV Gültstein aus dem überregionalen Fußball. Heute spielt der Verein in der Kreisliga A Böblingen/Calw (Stand: Saison 2023/24).

## Erfolge
- Meister der 2. Amateurliga 1964, 1970
- WFV-Pokalsieger 1973
- Teilnahme am DFB-Pokal 1974/75

## Bekannte Spieler
- Michael Feichtenbeiner